# Bobjatyn
Bobjatyn (ukrainisch Боб'ятин; russisch Бобятин Bobjatin, polnisch Bobjatyn) ist ein Dorf im Nordwesten der ukrainischen Oblast Lwiw mit etwa 660 Einwohnern (2025).
Bobjatyn liegt im Nordosten des Rajon Tscherwonohrad 15 km nordöstlich vom ehemaligen Rajonzentrum Sokal und etwa 100 km nördlich der Oblasthauptstadt Lwiw.
Am 12. Juni 2020 wurde das Dorf ein Teil der neu gegründeten Stadtgemeinde Sokal im Rajon Tscherwonohrad, bis dahin war es das administrative Zentrum der gleichnamigen Landratsgemeinde im Rajon Sokal, zu der noch das Dorf Leschtschatiw (Лещатів) gehörte.

## Geschichte
Der Ort gehörte von 1772 bis 1918 zum österreichischen Kronland Königreich Galizien und Lodomerien.
Nach dem Ende des Ersten Weltkrieges kam die Ortschaft zunächst zur Westukrainischen Volksrepublik und dann zur Zweiten polnischen Republik Woiwodschaft Lwów. Im Zweiten Weltkrieg wurde das Dorf im Zuge der sowjetischen Besetzung Ostpolens ab September 1939 von der Roten Armee und nach dem deutschen Angriff auf die Sowjetunion von Sommer 1941 bis 1944 von der Wehrmacht besetzt und in den Distrikt Galizien eingegliedert.
Nach dem Ende des Krieges wurde das Dorf der Sowjetunion zugeschlagen und kam dort zur Ukrainischen SSR. Seit dem Zerfall der Sowjetunion 1991 ist es ein Teil der unabhängigen Ukraine.

## Persönlichkeiten
Der ukrainische Politiker, Menschenrechtsaktivist und sowjetische Dissident Stepan Chmara (1937–2024) kam in Bobjatyn zur Welt.